# Sur la situation de théâtre et de cinéma
 (novembre 2022).
« Sur la situation de théâtre et de cinéma » (en persan : در موقعیت تئاتر و سینما) est un discours de trente minutes de Bahram Beyzai prononcé le soir du 12 octobre 1977 dans les locaux de l'Institut culturel allemand, à Téhéran. Un rapport SAVAK a estimé qu'il avait huit mille auditeurs. Le texte ainsi que la voix de ce discours ont ensuite été publiés à de nombreuses reprises et sont devenus l'un des discours les plus connus sur la liberté d'expression et la censure en Iran.